# Konopnica (gmina, Łódź)
Pour les articles homonymes, voir Konopnica.
Konopnica est une gmina rurale du powiat de Wieluń, Łódź, dans le centre de la Pologne. Son siège est le village de Konopnica, qui se situe environ 23 km au nord-est de Wieluń et 66 km au sud-ouest de la capitale régionale Łódź.
La gmina couvre une superficie de 83,06 km2 pour une population de 3 897 habitants.

## Géographie
La gmina inclut les villages d'Anielin, Bębnów, Głuchów, Kamyk, Konopnica, Mała Wieś, Piaski, Rychłocice, Sabinów, Strobin, Szynkielów et Wrońsko.
La gmina borde les gminy de Burzenin, Osjaków, Ostrówek, Rusiec, Widawa et Złoczew.